# Eloeophila miliaria
Eloeophila miliaria is een tweevleugelige uit de familie steltmuggen (Limoniidae). De soort komt voor in het Palearctisch gebied.